# Anna Kisselgoff
Anna Kisselgoff (Parigi, 12 gennaio 1938) è una giornalista, critica musicale e danzatrice statunitense.
È critica di danza e  giornalista culturale del New York Times dal 1968, e nel 1977 è diventata Capo Critica di danza, ruolo che ha ricoperto fino al 2005. Ha lasciato la testata come dipendente alla fine del 2006, ma continua a contribuire al giornale.

## Biografia
È nata il 12 gennaio 1938 a Parigi. Ha iniziato a studiare danza classica all'età di quattro anni a New York con Valentina Belova e più tardi per nove anni con Jean Yazvinsky. Si è laureata al Bryn Mawr College e poi ha studiato Storia francese alla Sorbonne e russa presso la Scuola di Lingue Orientali a Parigi. Successivamente ha ricevuto un M.A. in Storia europea e un M.A. in giornalismo presso la Columbia University.
Prima di entrare a far parte del New York Times ha scritto lungometraggi e recensioni di danza come freelance per l'edizione internazionale del New York Times e ha lavorato presso lo studio inglese di Agence France-Presse a Parigi.

## Altre attività
Oltre a scrivere per il Times, la Kisselgoff ha insegnato storia del balletto all'Università Yale nel 1980 e un corso di coreografia contemporanea al Barnard College nel 1982, 1984 e 1986. Ha anche tenuto conferenze alla Hollins University dal 2006 al 2008. La Kisselgoff ha inoltre lavorato come consulente e ha scritto la prefazione per Bronislava Nijinska: Early Memoirs.

## Premi
- Knight of the Order of the Dannebrog dalla Regina Margherita II di Danimarca
- Chevalier of the Order of Arts and Letters dal Governo francese
- Ordine del Falcone dal Presidente dell'Islanda

## Premi letterari
- Distinguished Alumni Award dalla Columbia University Graduate School of Journalism
- Dottorato onorario dall'Adelphi University
- Dean's Award for Distinguished Achievement dalla Columbia University Graduate School of Arts and Sciences
- Ernie Award da Dance/USA nel 2008[5]